# Bawku
Bawku – miasto w północno-wschodniej Ghanie, w pobliżu granicy z Burkina Faso i Togo, stolica dystryktu Bawku, 71,982 mieszkańców (2005)..